# 1922

## Esdeveniments
Països Catalans
- 10 de gener: es publica el primer número de la revista Catalunya Gràfica

- 19 de febrer, 
  - Barcelona: Col·locació de la primera pedra del camp de les Corts del Futbol Club Barcelona.
  - Barcelona: Es funda el Patronat Escolar de Barcelona, organisme de gestió dels grups escolars públics de la ciutat, dissolt al 1939.[1]
  - Barcelona, Es comença a publicar La Veu punxaguda, revista mensual del grup teatral Companyia Belluguet, de Lluís Masriera.[2]

- 22 de març, Barcelona: S'inaugura l'Escola Baixeras, de l'arquitecte Josep Goday, només per a nens i professors.[3]
- 4 i 5 de juny, Barcelona: Fundació d'Acció Catalana, moviment polític nacionalista.[4]
- 11 de juny, Barcelonaː Primera edició de la cursa automobilística «Pujada a l'Arrabassada».[5]
- 18 de juliol, Barcelona: als locals del CADCI, Francesc Macià funda l'organització independentista Estat Català, seguint el precedent de la Federació Democràtica Nacionalista
- 1 d'octubre, Barcelona: comença a publicar-se el diari La Publicitat, que seria el principal òrgan del catalanisme.[6]
- 23 de novembre, Barcelona: es publica el primer número del setmanari humorístic esportiu Xut!.[7]
- 10 de desembre: miting organitzat pel Centre Republicà Democràtic Federalista de Poblenou
- 17 de setembre, Sitges: Inauguració de l’autòdrom en els terrenys de Terramar

Resta del món
- 15 de març, Madrid: Primer congrés del Partit Comunista d'Espanya.
- 10 d'abril, 19 de maig, Gènova, Regne d'Itàlia: Trenta-quatre països assisteixen a la Conferència de Gènova, convocada per la Societat de Nacions, per tractar temes d'economia.
- 11 de setembre, Palestina: hi comença el Mandat Britànic de Palestina
- 1 de novembre, Imperi Otomà: Atatürk n'aboleix el soldanat i Mehmet VI ha d'exiliar-se: és la fi de l'Imperi Otomà i el naixement de la Turquia moderna.

## Premis Nobel
| Camp                  | Guardonats                             |
| --------------------- | -------------------------------------- |
| Física                | - Niels Bohr                           |
| Química               | - Francis William Aston                |
| Medicina o Fisiologia | - Archibald Hill - Otto Fritz Meyerhof |
| Literatura            | - Jacinto Benavente                    |
| Pau                   | - Fridtjof Nansen                      |

## Naixements
Països Catalans
- 2 de febrer, Barcelona: Rosita Segovia, ballarina catalana de dansa clàssica i espanyola, coreògrafa i professora de dansa.[8]
- 15 de febrer, Monti, Regne d'Itàlia: Maria Chessa Lai, rimadora sarda en alguerés, figura destacada de la cultura catalana a Sardenya.[9]
- 8 de febrer, València: Manuel Oltra i Ferrer, compositor català.
- 4 de març, Barcelona: Xavier Turull i Creixell, compositor i violinista català.
- 5 de març, Santa Coloma de Gramenet: Maria Gumfaus Culi, empresària catalana de l'àmbit de la torneria de fusta.[10]
- 19 de març, València: Lola Bosshard, pintora valenciana.[11]
- 21 de març, Manresa: Emilia Guiu, actriu catalano-mexicana.[12]
- 26 de març, Cassà de la Selva: Josep Lloveras i Feliu, pintor i escultor català.
- 2 d'abril, Sabadell, província de Barcelona: Lluís Casassas i Simó, geògraf català.[13]
- 14 d'abril, Figueres: Jacinto Bosch Vilá, arabista i historiador figuerenc.

- 12 de maig, Campdevànol, província de Girona: Mercè Guix i Passola, jugadora de bàsquet i directiva esportiva catalana.[14]
- 20 de maig, Reus, província de Tarragona: Gabriel Ferrater i Soler, poeta, crític, traductor i lingüista català.[15]
- 23 de juliol, Calonge: Pere Caner i Estrany, historiador, escriptor i arqueòleg català.
- 2 d'agost, Barcelona: Jordi Sabater Pi, primatòleg català.[16]
- 5 d'octubre, Vilafranca del Penedès: Ramona Via i Pros, escriptora i llevadora catalana.[17]
- 10 d'octubre, Manresa, província de Barcelona: Maria Matilde Almendros i Carcasona, actriu i locutora de ràdio catalana.[18]
- 15 d'octubre - Vila Meãː Agustina Bessa-Luís, escriptora portuguesa, Premi Luís de Camões el 2004.[19]
- 17 de novembre, Barcelona: Esteve Polls i Condom, actor i director teatral.[20]
- 23 de novembre, Sueca, Ribera Baixa: Joan Fuster i Ortells, escriptor valencià.[21]
- 25 de novembre, Vilafranca del Penedès: Gloria Lasso, cantant catalana de música lleugera.[22]
- 17 de desembre, Lleida: Dolors Sistac Sanvicén, escriptora catalana i impulsora de l'ensenyament del català (m. 2018).[23]
- 22 de desembre, Madrid: Mercè Gili i Maluquer, bibliotecària i mestra d'escola catalana exiliada a Mèxic.[24]
- 27 de desembre: Ramon Trias Fargas, economista i polític català.

Resta del món
- 3 de gener, Budapest, Hongria: Ágnes Nemes Nagy, poetessa i assagista hongaresa
- 7 de gener, Marsella, França: Jean-Pierre Rampal, flautista francès
- 9 de gener, Raipur, Panjab, Índia Britànica: Har Gobind Khorana, biòleg, Premi Nobel de Medicina o Fisiologia de l'any 1968
- 10 de gener, Tallinn, Estònia: Ester Mägi, compositora estoniana[25]
- 22 de gener, Santurce (San Juan), Puerto Rico: Sylvia Rexach, cantant de boleros i compositora porto-riquenya[26]
- 25 de gener, Gènova, Regne d'Itàlia: Luigi Luca Cavalli-Sforza, genetista, Premi Internacional Catalunya del 1993.
- 28 de gener, Urbana, Illinois, EUA: Robert W. Holley, bioquímic nord-americà, Premi Nobel de Medicina o Fisiologia de l'any 1968
- 1 de febrer, Pesaro, Regne d'Itàlia: Renata Tebaldi, soprano italiana[27]
- 21 de febrer, París: Colette Brosset, actriu i guionista, ballarina i coreògrafa francesa,[28]
- 24 de febrer, Londres, Anglaterra: Richard Hamilton, pintor, gravador i fotògraf britànic, pioner de l'art pop a Anglaterra
- 1 de març, Jerusalem, Mandat Britànic de Palestina: Isaac Rabin, militar i polític israelià, 7è i 12è Primer Ministre d'Israel[29]
- 5 de març, Bolonya, Regne d'Itàlia: Pier Paolo Pasolini escriptor, poeta i director de cinema italià[30]
- 7 de març, Kologriv: Olga Ladíjenskaia, matemàtica russa coneguda pel seu treball sobre l'equació diferencial en derivades parcials.[31]
- 11 de març, Madrid, Espanya: José Luis López Vázquez, actor de cinema espanyol.
- 12 de març, Lowell (Massachusetts), EUA: Jack Kerouac, novel·lista i poeta estatunidenc, membre de la generació beat[32]
- 14 de març, Montevideo: China Zorrilla, actriu uruguaiana.[33]
- 24 de març, Rio de Janeiro: Miguel Gustavo, escriptor, periodista i Compositor brasiler
- 25 de març, Gènova: Rosetta Noli, soprano italiana[34]
- 3 d'abril, Cincinnati (Ohio): Doris Day, actriu, cantant i activista dels drets dels animals estatunidenca.[35]
- 4 d'abril, Nova York, Estats Units: Elmer Bernstein, compositor i director d'orquestra[36]
- 13 d'abril, Butiama, Territori de Tanganyika: Julius Nyerere, professor i polític que fou president de Tanzània[29]
- 14 d'abril, Buenos Aires: María Luisa Bemberg, directora de cinema i guionista argentina[37]
- 16 d'abril, Clapham Common, Anglaterra: Kingsley Amis, escriptor anglès que va destacar per les seves novel·les còmiques i les seves crítiques literàries[32]
- 24 d'abril, Torí, Regne d'Itàlia: Susanna Agnelli, empresària, política i escriptora italiana[38]
- 27 d'abril, Worcester, Worcestershire: Sheila Scott, aviadora anglesa que va batre més de 100 rècords d'aviació[39]
- 5 de maig, Skopinsky, República Socialista Soviètica de Rússia: Aleksandra Akimova, navegant d'esquadró russa[40]

- 14 de maig, Veliko Trgovišće: Franjo Tuđman, polític i militar croat, primer president de Croàcia durant els anys 1990[29]
- 29 de maig, Brăila, Romania: Iannis Xenakis, compositor francès d'origen grec[41]
- 2 de juny, Catacaos, Piura (Perú): Judith Westphalen, pintora peruana[42]
- 7 de juny, Rosario (Argentina): Ana María Zeno, metgessa, professora, ginecòloga, sexòloga argentina, pionera de la contracepció[43]
- 10 de juny, Grand Rapids (Michigan): Judy Garland, actriu i cantant nord-americana[44]
- 12 de juny, Florència: Margherita Hack, astrofísica italiana que va destacar per la seva tasca de divulgació científica[45]
- 15 de juny, San Juan de la Frontera: Adela Neffa, escultora argentina nacionalitzada uruguaiana[46]
- 19 de juny, Copenhaguen, Dinamarca: Aage Niels Bohr, físic danès, Premi Nobel de Física de l'any 1975[47]
- 26 de juny, Cedarville, Ohio: Eleanor Parker, actriu estatunidenca de cinema i televisió[48]
- 2 de juliol, Santa Andrea de Barbarana, Treviso, Regne d'Itàlia: Pierre Cardin,dissenyador de moda francès.[49]
- 15 de juliol, Nova York (EUA): Leon Max Lederman, físic nord-americà, Premi Nobel de Física de l'any 1989.
- 21 de juliol - 
  - Ribadeo: Luz Pozo Garza, poetessa gallega i membre numerària de la Real Academia Galega[50]
  - Madrid: Juana Ginzo Gómez, actriu i locutora radiofònica espanyola.[51]
- 26 de juliol, Tulsa, Oklahoma, Estats Units:, Blake Edwards, director de cinema, guionista i productor estatunidenc.
- 2 d'agost, Lansing, Michigan, Estats Units: Big Nick Nicholas saxofonista i cantant de jazz.
- 10 d'agost, Illinois: Mary Alice McWhinnie, biòloga estatunidenca i investigadora antàrtica, una autoritat en krill[52]
- 1 de setembre, 
  - Gènova, Regne d'Itàlia: Vittorio Gassman, actor teatral i cinematogràfic i director de cinema italià[53]
  - Vancouver: Yvonne De Carlo, actriu de cinema i televisió d'origen canadenc naturalitzada estatunidenca (m. 2007).[54]
- 9 de setembre, Görlitz, Alemanya: Hans Georg Dehmelt, físic nord-americà d'origen alemany, Premi Nobel de Física de l'any 1989.
- 13 de setembre, Callao (Perú): Yma Sumac, cantant soprano peruana amb un registre de cinc octaves (m. 2008).[55]
- 15 de setembre, Colmenar Viejo: Ma Dolores Gómez Molleda, historiadora especialitzada en l'Espanya contemporània.[56]
- 18 de setembre, San Antonio: Dorothy Thomas, hematòloga estatunidenca, mare del trasplantament medul·lar (m.2015).[57]
- 20 de setembre, Nova York, EUA: William Kapell, pianista estatunidenc[58]
- 9 d'octubre, Santiago de Cuba: Olga Guillot, cantant cubana, filla i neta de catalans, coneguda com la reina del bolero[59]
- 15 d'octubre, Villanueva de los Infantes: Aurora Bautista, actriu espanyola de teatre i cinema (m. 2012).[60]
- 27 d'octubre, 
  - Rubio, Táchira, Veneçuela: Carlos Andrés Pérez, polític veneçolà que fou President de la República.
  - La Victòria, Lima: Victoria Santa Cruz, compositora, coreògrafa i dissenyadora peruana (m. 2014).[61]
- 29 d'octubre, Hastings (Nebraska), EUA: Neal Hefti, trompetista, pianista, arranjador i compositor nord-americà de jazz.
- 30 d'octubre, Nova York, Estats Units: Marie Van Brittan Brown, infermera i inventora estatunidenca[62]
- 31 d'octubre, Nova York, Estats Units: Barbara Bel Geddes, actriu estatunidenca[63]
- 4 de novembre, Canes, França: Gérard Philipe, actor francès
- 9 de novembre, Cleveland (Ohio), Estats Units d'Amèrica: Dorothy Dandridge, actriu estatunidenca[64]
- 11 de novembre, Indianapolis, EUA: Kurt Vonnegut, escriptor nord-americà
- 14 de novembre, El Caire, Egipte: Boutros Boutros-Ghali, diplomàtic egipci i secretari general de les Nacions Unides
- 15 de novembre, Varsòvia, Polònia: Wojciech Fangor, pintor, grafista, dissenyador i escultor polonès[65]
- 16 de novembre, Azinhaga, Portugal: José Saramago, escriptor portuguès, premi Nobel de literatura.[66]
- 17 de novembre, Nova York, EUA: Stanley Cohen, bioquímic nord-americà, Premi Nobel de Medicina o Fisiologia de 1986.
- 21 de novembre, La Corunya, Galícia: María Casares, actriu espanyola de teatre i cinema.[67]
- 22 de novembre, Varsòvia, Polònia: Wojciech Fangor, pintor polonès
- 23 de novembre, Vilalba, Lugo, Espanya: Manuel Fraga Iribarne, polític i diplomàtic espanyol d'extensa carrera, tant durant la dictadura franquista, com durant la transició i l'època democràtica posterior
- 26 de novembre, Minneapolis, EUA: Charles Monroe Schulz, autor de còmics nord-americà
- 7 de desembre, Torí: Maria Luisa Spaziani, poeta i traductora, figura important de la literatura italiana del segle xx.[68]
- 8 de desembre, Berlín: Lucian Freud, pintor realista alemany[69]
- 14 de desembre, Usman, Unió Soviètica: Nikolai Bàssov, físic soviètic, Premi Nobel de Física de l'any 1964
- 18 de desembre, Nova York: Esther Lederberg, microbiòloga estatunidenca i pionera en genètica bacteriana (m. 2006).[70]
- 21 de desembre, Petsamo, Finlàndia: Maila Nurmi, actriu finlandesa-estatunidenca, creadora de Vampira (m. 2008).[71]
- 24 de desembre:
  - Brogden, Carolina del Nord: Ava Gardner, actriu nord-americana.[72]
  - Biržai, Lituània: Jonas Mekas, cineasta lituà que desenvolupà la seva carrera als Estats Units[30]
- 29 de desembre, Nanyang, Xina: Chen Peiqiu, pintora de cal·ligrafia i guohua xinesa[73]
- La Plata, Buenos Aires, Argentina: Aurora Venturini, novel·lista, contista, poetessa, traductora i assagista argentina.

## Necrològiques
Països Catalans
- 10 de gener - Barcelona: Lluís Marià Vidal i Carreras, geòleg i enginyer de mines català.
- 26 de febrer - Barnt Green, Anglaterra: Margaret Leighton, actriu britànica (m. 1976).[74]
- 24 de juliol - Xàtiva, la Costera: Matilde Ridocci i Garcia, mestra, pedagoga i escriptora valenciana (80 anys).[75]
- 19 d'agost - Barcelona: Felip Pedrell i Sabaté, compositor, pedagog musical, musicòleg i crític musical català, capdavanter del nacionalisme musical a Catalunya.
- 28 de setembre - Madrid, Espanya: Vicent Lleó i Balbastre, compositor valencià de sarsuela (51 anys).
- 16 d'octubre, Palma - Mallorca: Miquel Costa i Llobera, poeta mallorquí.
- 25 de novembre - Tortosa: Enriqueta Ferrús, llibretera, impressora i escriptora ebrenca, membre de la Renaixença.[76]
- 27 de novembre - Barcelona: Domenec Ceret i Vilà, actor i director de cinema català.
- 21 de desembre - Palma: Alberta Giménez i Adrover, religiosa i professora mallorquina (n. 1837).[77]
- Barcelona: Marià Batlles i Bertran de Lis, metge i polític valencià establert a Barcelona.

Resta del món
- 22 de gener, Copenhaguen, Dinamarca: Fredrik Bajer, escriptor i polític danès, Premi Nobel de la Pau de 1908 (n. 1837).
- 27 de gener: Luigi Denza, compositor.
- 1 de març, Bilbao: Rafael Moreno Aranzadi, Pichichi, futbolista basc (n. 1892).
- 5 d'abril: Pune, Índia: Ramabai Medhavi, reformadora social índia (n. 1858).[78]
- 6 d'abril: Pilar Sanjurjo, primera meteoròloga a la història de la televisió espanyola.[79]
- 27 d'abril: Hans Mohwinkel, baríton alemany
- 18 de maig, 
  - París, França: Charles Louis Alphonse Laveran, metge francès, Premi Nobel de Medicina o Fisiologia de 1907 (n. 1845).[80]
  - Marylebone, Londres: Dorothy Levitt, pilot d'automobilisme britànica, pionera en la conducció i la competició (n. 1882).[81]
- 26 de maig, Ixelles, Brussel·les, (Bèlgica): Ernest Solvay, químic industrial i filantrop belga (n. 1838).[82]
- 3 de juny, Nova York, Estats Units: Marion Harland, escriptora estatunidenca (n. 1830).[83]
- 20 de juliol, Leningrad, RSF de Rússia: Andrei Màrkov, matemàtic rus (n. 1856).[84]
- 28 de juliol, Saint-Mandé, (França): Jules Bazile, més conegut com a Jules Guesde, polític i periodista socialista marxista francès, fundador del Partit Obrer Francès (n. 1845).[85]
- 2 d'agost, illa del Cap Bretó, Canadà: Alexander Graham Bell, nord-americà d'origen escocès inventor del telèfon (n. 1847).[86]
- 6 de setembre, Chamonix: Georgette Agutte, pintora fauvista, escultora i col·leccionista d'art francesa (n. 1867).[87]
- 9 de setembre, Küssnacht, Suïssa: Johannes Messchaert, cantant holandès.
- 10 d'octubre, Marussi, Grècia: Andreas Karkavitsas, escriptor naturalista grec.
- 18 d'octubre, La Haia, Països Baixos: Suze Robertson, pintora neerlandesa (n. 1855).[88]
- 18 de novembre, París: Marcel Proust, escriptor francès (49 anys).[89]
- 22 de novembre, Brussel·les, Bèlgicaː Louise de Hem, pintora belga (n. 1866).[90]
- 19 de desembre, Brighton: Clementina Black, escriptora anglesa, reformadora social, feminista, sindicalista (n. 1853).[91]
- 25 de desembre, Etterbeek: Alphonse Goovaerts, compositor i musicòleg belga.